# Арнолд Ипоји
Арнолд Ипоји (мађ. Ipolyi Arnold,   Косихи на Иплом, 20. октобар 1823 — Нађварад, 2. децембар 1886 је био мађарски духовник, историчар и историчар уметности.

## Живот
Ипоји је рођен у Иплому, Мађарска (данас Косихи над Ипломином, Словачка). Са 13 година ступио је у ред алумниа Естергомске надбискупије, студирао је две године у Емерицијануму у Пожоњу и касније у Нађсомбату, а студије је завршио на Пазманеум универзитету у Бечу, где је четири године похађао предавања из теологије. Године 1844. ступио је у Богословију у Естергому, прво је био примљен у ниже редове 1845. године, а рукоположен је за свештеника 1847. године.
Од 1845. до 1847. Ипоји је био тутор у породици барона Медњанског. Наредне 1848. године је био кустос у Комаромсентпетеру, па 1849. године проповедник у Братислави. Кратко време је провео као тутор у породици грофа Палфија, а исте године постао је парох у Зохорском.
Године 1860. Ипоји је постао парох у Терексентмиклошу. У пратњи Франца Кубињија и Емериха Хенслмана, отпутовао је 1862. у Цариград, где је открио остатак библиотеке Матије Корвина. Године 1863. постављен је за каноника у Егеру, а 1869. за управника Централне црквене богословије у Пешти. Године 1871. постао је бискуп Бестерцабање, а бискуп Нађварада где је и умро 2. децембра исте године.

## Наслеђе
Ипоји се целог живота интересовао за историју, посебно историју уметности. Био је члан Мађарске академије наука, као и више различитих учених друштава у земљи и иностранству. Био је један од оснивача и прво потпредседник, а потом и председник Мађарског историјског друштва.
Његова прва публикација била је његова Мађарска митологија (Ungarische Mythologic) из 1854. године, о древној религији Мађарске. Иако је дело добило награду Мађарске академије наука, Ипоји га је потом повукао из штампе. Његови други списи покривали су теме укључујући историју, историју уметности, археологију и хришћанску уметност . То укључује:
- Мађарска митологија (1854)
- Биографија Михаела Верешмартија, аутор из седамнаестог века (Будимпешта, 1875)
- 'Ќодекс епистоларис Николај Олах, у „Мађарски историјски споменици: списи“, XXV (Будимпешта, 1876)
- Биографија Кристине Њари фон Бедез  (Будимпешта, 1887), на мађарском
- Историјски и уметничко-историјски опис знакова мађарске круне (Будимпешта, 1886), на мађарском.

Ипоји је дао шездесет слика Мађарској националној галерији. Остатак своје колекције завештао је Нађвараду (данас Орадеа, Румунија), ради оснивања музеја.